# Marilyn Jess
Marilyn Jess (* 26. Oktober 1959 in der Île-de-France; eigentlich Dominique Troyes) ist eine ehemalige französische Erotik- und Pornodarstellerin. Sie war fast zehn Jahre lang, von 1977 bis 1986, zusammen mit Brigitte Lahaie eine der bekanntesten Darstellerinnen der französischen Pornofilmindustrie. Jess erhielt aufgrund ihrer blonden Haare den Spitznamen „Platinette“ und zeichnete sich durch Spritzigkeit und Natürlichkeit aus. Durch ihre Höflichkeit und ihre sprichwörtliche Aufrichtigkeit erlangte sie die Sympathie des gesamten Berufsstandes.

## Leben
Marilyn Jess wirkte als Darstellerin im Zeitraum von 1977 bis 1986 in mehr als 83 Pornofilmen mit. Sie trat dabei unter den Namen Dominique Royes, Dominique Troy, Dominique Troyes, Marilyn Wild, Patinette und Platinette auf. Ende der 1980er Jahre beendete sie ihre Karriere in der Pornofilmbranche, da sie fürchtete, sich mit HIV infizieren zu können.
Im Jahr 1984 übernahm sie die Rolle der Nadine im vierten Teil  der Emmanuelle-Filmreihe. Sie trat auch in einem Musikvideo des von Bernard Lavilliers und Nicoletta interpretierten Liedes Idées noires auf.
Jess ist seit 1984 mit ihrem Ehemann, dem Porno-Regisseur Didier Philippe-Gérard und Sohn des Komponisten Michel Philippe-Gérard, verheiratet und hat zwei Kinder.
Im Jahr 2022 wurde ein Buch über ihre Karriere veröffentlicht, Marilyn Jess : les films de culte; die englische Übersetzung folgte 2023. Marilyn Jess wirkte an der Erstellung des Buches mit und nahm an der Promotion teil.
Radio-France-Cultural widmete ihr am 31. Dezember 2022 eine einstündige Sendung „Star des films de Jean Rollin, Gérard Kikoïne ou Alain Payet, icône d'Hara-Kiri hebdo, créatrice du premier personnage de sex-robot (La Femme-objet de Claude Mulot), Marilyn Jess a apporté au cinéma pornographique français une dimension pimpante et rayonnante, spontanée. - Als Star der Filme von Jean Rollin, Gérard Kikoïne oder Alain Payet, als Ikone von Hara-Kiri hebdo, als Schöpferin der ersten Sexroboterfigur (La Femme-objet von Claude Mulot) hat Marilyn Jess dem französischen Pornokino eine aufgepimpte, strahlende und spontane Dimension verliehen.“

## Filmografie (Auswahl)
- 1978: Das geile Mädchenpensionat (Collègiennes à tout faire)
- 1979: Retourne-moi, c'est meilleur, Regie: Gérard Kikoïne[6]
- 1979: Pensionat heißblütiger Teens (Déculottez-vous mesdemoiselles)
- 1979: Teenager Internatsreport (Monique et Julie, deux collégiennes en partouze)
- 1979: Martine, Venus der Wollust (Cette malicieuse Martine)
- 1979: Exhibition 79, 90-minütige Dokumentation über Claudine Beccarie
- 1980: Die Frau nach Maß (La Femme-objet)
- 1980: Pussy Baby (Petites filles au bordel)
- 1980: Emmanuelle – Im Teufelskreis der Leidenschaft (Le Journal érotique d'une Thailandaise)
- 1980: Internat d'Amour (Les Petites écolières)
- 1980: Internatsgeheimnisse junger Mädchen (Pensionnat de jeunes filles), Regie: Gérard Kikoïne[6]
- 1981: Die Mädchen von St. Tropez (Dans la chaleur de St-Tropez)
- 1982: Marilyn – Bizarre Begierden (Mélodie pour Manuella), Regie: Gérard Kikoïne[6]
- 1982: Young, Wild and Crazy (Bourgeoise et… pute!)
- 1982: Die Nackten und die Reichen/Junge Nymphen auf Ibiza (Vacances à Ibiza)
- 1982: Teenager in Love (Les Amies de papa)
- 1983: Diamond Baby
- 1984: Emmanuelle 4 (Emmanuelle IV)
- 1985: Dirty Angel (Sens interdits)
- 1986: Verbotene Sex-Spiele (La Déchainée)
- 1987: Das Lustschloß der jungen Marquise (Initiation d'une jeune marquise)
- 1987: Traci, I Love You
- 2017: Leichen unter brennender Sonne (Laissez bronzer les cadavres)
- 2018: Paris bei Nacht (L'amour est une fête)